# Font de mercuri
La Font de mercuri és una escultura d'Alexander Calder feta per al Pavelló Espanyol de l'Exposició Internacional de 1937, on va ser exposada junt amb el Guernica de Picasso, El Segador de Joan Miró (obra desapareguda) i altres obres destacades. Actualment es conserva a la Fundació Joan Miró de Barcelona.

## Història

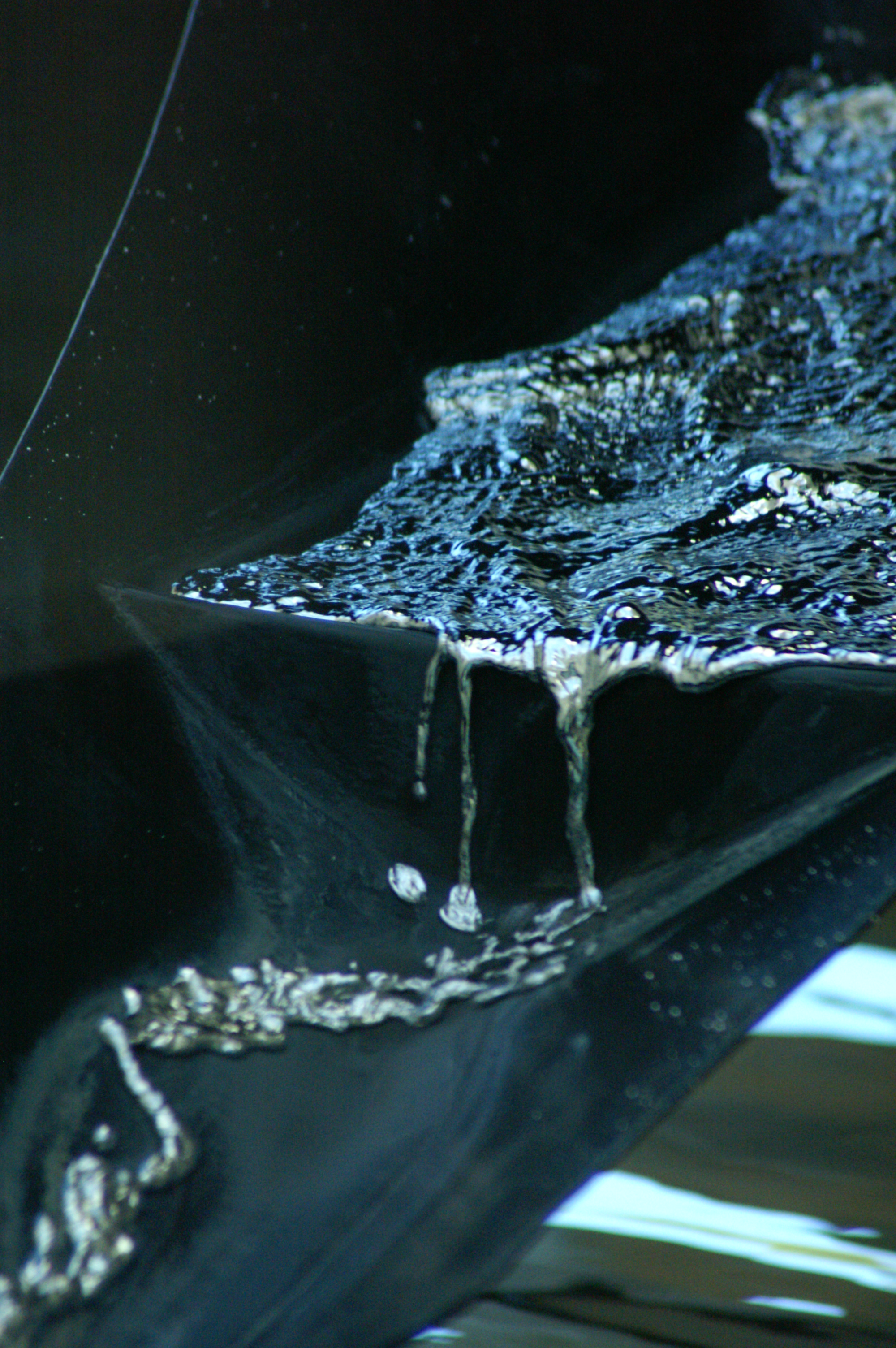
Detall

Amb motiu de l'Exposició Universal de París de l'any 1937, Alexander Calder va crear la Font de mercuri per al Pavelló de la República Espanyola. Els arquitectes Josep Lluís Sert i Luis Lacasa van ser els responsables de la construcció d'aquest pavelló, que havia de mostrar els aspectes més destacats de la cultura espanyola. S'hi exposaren, entre més obres, el Guernica, de Picasso, El segador (Pagès català en revolta), de Joan Miró, i La Montserrat, de Julio González. Calder va ser l'únic artista estranger convidat.
La Font de mercuri significava un pas endavant en la recerca del moviment en escultura. Amb aquesta obra, Calder va voler retre homenatge al poble d'Almadén, d'on aleshores s'extreia el seixanta per cent del mercuri mundial, i fortament castigat per les tropes franquistes durant la guerra civil espanyola. Alexander Calder, en testimoni de l'amistat que l'unia amb Joan Miró, va donar l'obra a la Fundació Joan Miró.